# توشيكو فوجيتا
توشيكو فوجيتا (5 أبريل 1950 - 28 ديسمبر 2018) هي مؤدية أصوات يابانية.

## الأدوار
- أليسون و ليليا - كورازون.
- المخترع الصغير - كيتيريتسو.
- سيف النار - ماميّا.
- أبطال الديجيتال الجزء الأول، أبطال الديجيتال الجزء الثاني - أمجد.
- عهد الأصدقاء - ألفريدو.
- كوالا - كوكي.
- أحلى الأيام - إنريكو.
- صاحب الظل الطويل - ريبيتو.
- داي الشجاع - داي.
- ايميلي - إليزابيث موراي.
- لحن الحياة - ماتيلدا.
- ون بيس - اليونكو بيغ ماما (آرك جزيرة البرمائيين).

## روابط خارجية
- توشيكو فوجيتا على موقع IMDb (الإنجليزية)
- توشيكو فوجيتا على موقع ميوزك برينز (الإنجليزية)
- توشيكو فوجيتا على موقع قاعدة بيانات الفيلم (الإنجليزية)
- توشيكو فوجيتا على موقع ANN person (الإنجليزية)